# Nakhon Pathom United Football Club
Maillots
Le Nakhon Pathom United Football Club (en thaï : สโมสรฟุตบอลนครปฐมยูไนเต็ด), plus couramment abrégé en Nakhon Pathom United FC, est un club thaïlandais de football fondé en 1999 et basé dans la ville de Nakhon Pathom.

## Histoire

### Repères historiques
- 1999 : fondation du club sous le nom de Nakhon Pathom FC
- 2007 : le club est renommé Nakhon Pathom Hunter FC
- 2008 : le club est renommé Nakhon Pathom FC
- 2013 : le club est renommé Nakhon Pathom United FC

### Histoire du club
Fondé en 1999, le Nakhon Pathom Football Club évolue en Ligue Provinciale de 1999 à 2006. En 2007, il est promu pour la première fois en Premier League.
Sa première saison parmi l'élite est correcte puisque le club termine à la onzième place du classement. Après avoir passé trois années en Premier League, le club est relégué en Division 1 en 2010. 
À la fin de la saison 2010, le club est suspendu pour deux ans à la suite des violences de ses supporters contre l'arbitre et les supporters de Sisaket lors d'un match de barrage.
Le club effectue son retour en Division 1 pour la saison 2013, après avoir purgé sa suspension de deux ans. À la fin de la saison 2017, le club est relégué administrativement en League 4 par la Fédération de Thaïlande de football. Le Nakhon Pathom FC n'a pas envoyé à temps les documents sur la licence du club.

## Palmarès
| Compétitions nationales                                                                                              |
| --- |
| - Championnat de Thaïlande de D3 : - Vice-champion : 2019. - Championnat de Thaïlande de D4 (1) : - Champion : 2018. |

## Personnalités du club

### Présidents
- Chiya Sasomsap

### Entraîneurs
- Chatchai Paholpat 2008–2009
- Piyapong Pue-on 2009
- Anusorn Chumduangjai 2010
- Vimol Jankam 2010–2014
- Peter Withe 2014–2016
- Thawatchai Damrong-Ongtrakul 2016
- Phayong Khunnaen 2016–2017
- Thongchai Sukkoki 2017–2023
- Akbar Nawas 2023–2024
- Sirisak Yodyardthai 2024
- Thongchai Sukkoki 2024–